# Kelechi Osemele
(en) Statistiques sur pro-football-reference
Kelechi Keith Ayo Osemele, né le 24 juin 1989 à Houston, est un joueur américain de football américain  évoluant au poste d'offensive guard dans la National Football League (NFL).
Au niveau universitaire, il joue pour les Cyclones d'Iowa State (2008-2011) avant d'être sélectionné par la franchise de Ravens de Baltimore lors du deuxième tour de la draft 2021 de la NFL. Il joue avec les Ravens pendant quatre saisons (2012–2015) et y remporte le Super Bowl XLVII au terme de la saison 2012.
Il s'engage ensuite avec les Raiders d'Oakland (2016-2018), les Jets de New York (2019) et les Chiefs de Kansas City (2020) avant de devenir Agent libre en 2021.
Il est sélectionné aux Pro Bowls 2017 et 2018 ainsi que dans la première équipe All-Pro 2016.

## Biographie

### Carrière universitaire
Étudiant à l'université d'État de l'Idaho, il joue pour son équipe des Cyclones d'Iowa State dans la NCAA Division I FBS de 2008 à 2011. Il y remporte l'Insight Bowl 2009 (14-13 contre Minnesota).
En 2009, il est sélectionné dans la deuxième équipe de la Big 12 Conference et en 2011 dans le premières équipes All-American et Big 12.

### Carrière professionnelle

#### Ravens de Baltimore
Osemele est sélectionné en 60e choix global lors du deuxième tour de la draft 2012 de la NFL par la franchise des Ravens de Baltimore.
Il occupe la position de tackle droit durant toute la saison régulière, jusqu'à la phase finale où il remplace Jah Reid au poste de guard gauche. Les Ravens concluent cette saison régulière avec un bilan de 10 victoires et 6 défaites. Ils remportent la division AFC Nord et par la suite le Super Bowl XLVII sur le score de 34 à 31 aux dépens des 49ers de San Francisco,.
Le 1er novembre 2013, Osemele annonce qu'il doit se faire opérer au dos. Après avoir disputé sept matchs en 2013, il est placé sur la liste des blessés et manque le reste de la saison. En 2014, il est rétabli de son opération et joue 14 matchs.

#### Raiders d'Oakland
Le 10 mars 2016, Osemele signe un contrat de 5 ans pour un montant de 60 millions de dollars avec les Raiders d'Oakland. Il est sélectionné pour disputer son premier Pro Bowl à la fin de la saison 2016, en compagnie de ses coéquipiers Donald Penn et Rodney Hudson. Il est également sélectionné dans la première équipe All-Pro de cette saison.
Le 19 décembre 2017, Osemele est sélectionné pour son deuxième Pro Bowl, toujours avec Donald Penn et Rodney Hudson.
En octobre 2018, il était le deuxième guard gauche le mieux payé de la NFL avec un salaire moyen de 11,7 millions de dollars derrière le Jaguar Andrew Norwell (en) (13,3 millions) et devant le Buccaneer Ali Marpet (10,825 millions).

#### Jets de New York
Le 10 mars 2019, il est échangé aux Jets de New York avec un 6e tour de draft (attribué à l'origine aux Bears de Chicago) contre un 5e tour de draft. Cet échange est officialisé le 14 mars,.
Le 15 octobre 2019, il est annoncé que Osemele est blessé à l'épaule lequel envisageait une intervention chirurgicale. Les médecins d'Osemele lui confirment qu'il a besoin d'une intervention chirurgicale pour sa blessure, mais les Jets ne sont pas d'accord et ne croient pas à la nécessité d'une intervention chirurgicale. Osemele est mis à l'amende pour chaque entraînement qu'il manque en raison de cette blessure et le 26 octobre 2019, il est libéré par la franchise après qu'il s'est fait opéré à  l'équipe après avoir subi une opération à l'épaule.

#### Chiefs de Kansas City
Le 27 juillet 2020, Osemele signe un contrat d'un an avec les Chiefsde Kansas City. Il est titulaire lors des cinq premiers matchs au poste de guard gauche avant de souffrir de déchirures aux tendons des deux genoux lors du 5e match. Il est placé sur la liste des blessés le 17 octobre 2020 et ne joue plus de la saison.